# Монетний двір Бразилії
Монетний двір Бразилії (порт. Casa da Moeda do Brasil) — бразильське державне підприємство, що виготовляє монети, банкноти та іншу захищену продукцію (паспорти, поштові марки тощо). Зареєстровано у формі публічної компанії, підвідомче Міністерству фінансів Бразилії.
Після початку португальської колонізації Бразилії тривалий час на її території не було монетних дворів, а в обігу використовувалися абсолютно всі монети, які потрапили на її територію (переважно — іспанські). Перші монети на території Бразилії викарбували голландці в 1645—1646 роках під час облоги Пернамбуку.
8 березня 1694 року король Педру II видав указ про відкриття монетного двору в Баїї. У 1699 році двір перевели в Ріо-де-Жанейро, через рік — у Пернамбуку, де він працював до 1702 року. У 1703 році монетний двір знову перевели в Ріо-де-Жанейро. Потім відкрили ще кілька монетних дворів: у Баїї (1714), Віла-Ріка (1724—1734).
У 1868 році в Ріо-де-Жанейро відкрили нову будівлю монетного двору. У 1984 році двір перевели в новозбудований виробничий комплекс у районі Санта-Круз.